# جيل بارنت
جيل بارنت (بالإنجليزية: Jill Barnett)‏ (17 يونيو 1949، كاليفورنيا الجنوبية في الولايات المتحدة)؛ كاتِبة وروائية أمريكية.